# (34834) 2001 SF243
2001 أس أف 243 (ويعرف أيضًا باسم (34834) 2001 أس أف 243 وفق تسمية الكوكب الصغير) (بالإنجليزية: 2001 SF243)‏ هو كويكب ضمن حزام الكويكبات؛ وترتيبه 34834 من حيث الاكتشاف.
اكتُشف هذا الجُرم الفلكي بواسطة بحث لنكولن عن الكويكبات القريبة من الأرض في 19 سبتمبر 2001.

## وصلات خارجية
- (34834) 2001 SF243 في قاعدة بيانات مختبر الدفع النفاث لأجرام النظام الشمسي الصغيرة

- الاكتشاف · مخطط المدار ·  العناصر المدارية · المعلمات المادية

- (34834) 2001 SF243 على موقع ويكي سكاي: DSS2, SDSS, GALEX, IRAS, Hydrogen α, X-Ray, Astrophoto, Sky Map, Articles and images